# Consiglio di Stato (Zugo)
Il Consiglio di Stato del Canton Zugo (in francese Conseil d'État du canton de Zoug ed in tedesco Regierungsrat des Kantons Zug) è il governo del Canton Zugo.